# Saint-Jean-de-la-Porte
Saint-Jean-de-la-Porte este o comună în departamentul Savoie din sud-estul Franței. În 2009 avea o populație de 848 de locuitori.

## Evoluția populației
| An        | 1975 | 1982 | 1990 | 1999 | 2006 | 2009 |
| --------- | ---- | ---- | ---- | ---- | ---- | ---- |
| Populație | 444  | 437  | 600  | 827  | 848  | 848  |